# Mor i Sutre
Mor i Sutre är en roman av Hjalmar Bergman från 1917 och är en slags löst knuten efterföljare till trilogin Komedier i Bergslagen.

## Handling
Med många tillbakablickar och sidoskildringar så utspelar sig romanen under en enda dag vid gästgiveriet i Sutre. Huvudpersonen, krögerskan som enbart benämns "Mor i Sutre" drabbas av olyckor genom en rad tillfälligheter där ävenledes en Arnfelt (släkten från En döds memoarer) spelar stor roll. 

## Fulltext
- Mor i Sutre. Stockholm: Bonnier. 1917. Libris bttj73tk8dgkp3lb. https://gupea.ub.gu.se/2077/78688